# Asturiense

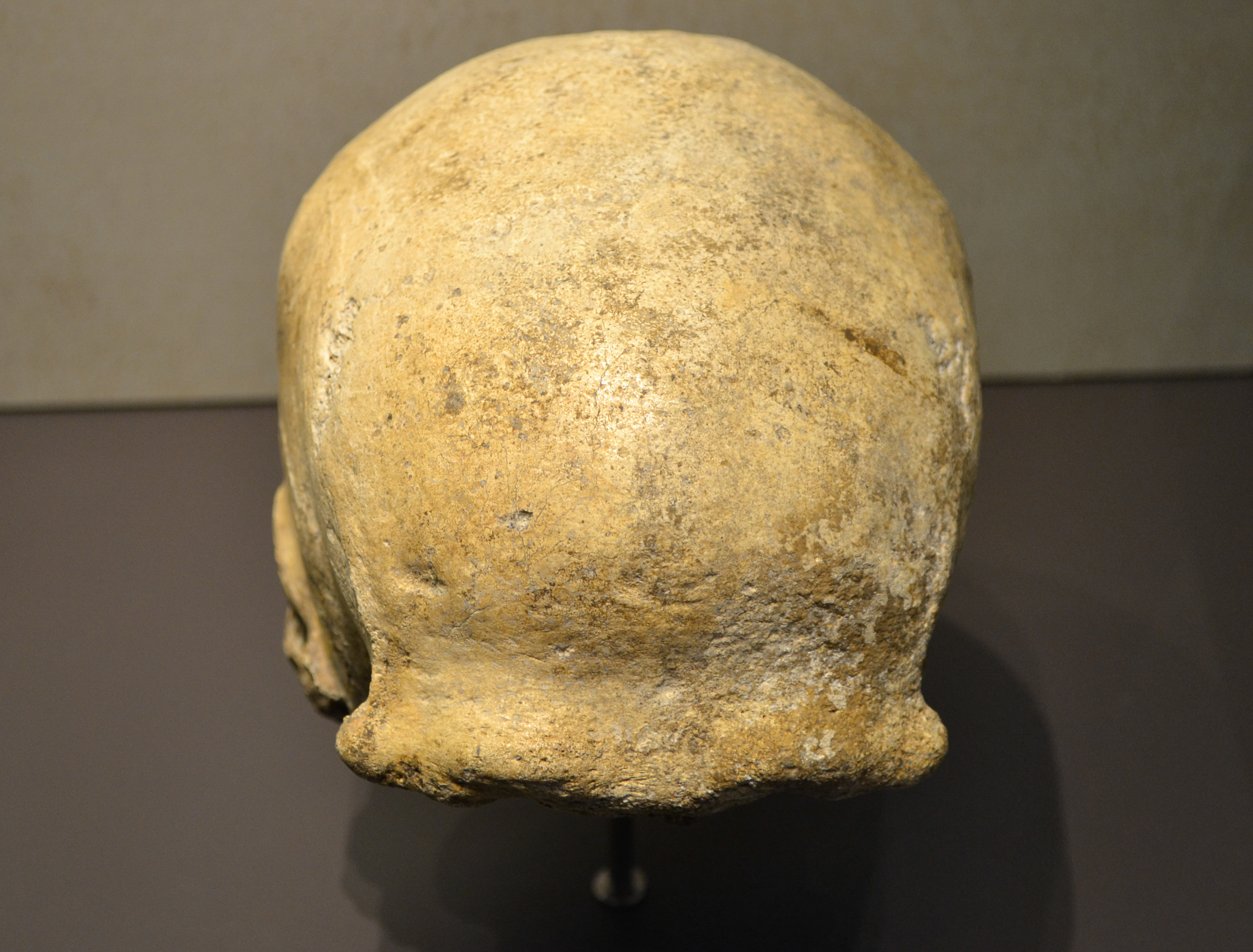
Cráneo de Cuartamentero, los análisis a este y otros restos han demostrado la importancia de los recursos marinos en su dieta.

El Asturiense es una cultura del Epipaleolítico (fase inicial del Mesolítico) identificada por Ricardo Duque de Estrada, VIII conde de la Vega del Sella, en 1923.

## Historia de la investigación
A partir de la definición del Conde de la Vega del Sella, la investigación sobre el Asturiense ha evolucionado considerablemente. En un primer momento, debido al tosco carácter de su industria lítica, surgieron muchas dudas sobre la cronología de estos grupos, adscribiéndole incluso algunos autores cronologías claramente inferopaleolíticas.
La primera excavación donde el Conde de la Vega del Sella pudo describir la industria tipo del Asturiense y posteriormente sus rasgos culturales, fue la Cueva del Penicial en Nueva de Llanes. Yacimiento reexcavado por Geoffry Clark en los años setenta y que formaron parte de su revisión sobre esta cultura epipaleolítica. Posteriormente el profesor Manuel González Morales prosiguió con el estudio del Asturiense dándole una nueva perspectiva al analizar las formas de explotación del medio por parte de estos hombres de finales del paleolítico asturiano. Son muy interesantes las aportaciones de Pablo Arias sobre el este periodo prehistórico y su contacto con las primeras comunidades neolíticas. Las investigaciones en Sierra Plana de la Borbolla en Llanes o las cuevas de Arangas y Los Canes en Cabrales han sido claves.

## Medio geográfico y cronología
Hay un incremento de los bosques de coníferas, abedules y robles, y también hay un aumento del volumen marino, alcanzando un nivel similar al actual. Los asturienses ocuparon la franja norte de la península ibérica, concentrándose en el oriente de Asturias y el occidente de Cantabria. Sus yacimientos se encuentran mayoritariamente en bocas de cuevas próximas al mar o bajo abrigos, generalmente próximos a la costa, aunque también en montañas cantábricas del interior. Las dataciones más antiguas los hacen contemporáneos de los azilienses durante el Pre-Boreal. El desarrollo máximo se alcanza en las fases Boreal y Atlántica, perviviendo en el Subboreal junto a grupos neolíticos. Suele aceptarse como inicio aproximadamente el 9500 BP.
Localidades en las que ha sido hallado el Asturiense
- En Asturias:
  - Cueva de Penicial-Cuevas del Mar-Nueva-Llanes
  - Cueva de Colomba-Cardoso-Llanes
  - Cueva de Arnero-Posada-Llanes
  - Cueva de La Riera-Posada-Llanes
  - Cueva de Fonfría-Barru-Llanes
  - Cueva de Balmori-Balmori-Llanes
  - Cueva de La llongar-Balmori-Llanes
  - Cueva de Tres Calabres-Posada-Llanes
  - Cueva del Infierno-Posada-Llanes
  - Cueva de Sabina-Posada-Llanes
  - Cueva de Vidiago-Vidiago-Llanes
  - Cueva de La Franca-Ribadesella (también llamada Cueva Mazaculos)
  - Hay también dos "abrigos", uno en Posada de Llanes llamado Cueto la Mina, y otro en Balmori llamado El Alloru.
- En Cantabria existen dos yacimientos asturienses. Uno al lado del cementerio de la playa de Ciriego, y la Cueva de las Conchas en Ruiloba.
- En Francia se tiene conocimiento de otro yacimiento asturiense en Biarritz

Se muestran dos grandes áreas. La zona oriental de Asturias y occidente de Cantabria y otra de yacimientos al aire libre en torno al Cabo Peñes. Lugares como Bañugues o Gijón marcaban un territorio que parecía desconexionado del resto. En el año 1989 un grupo de arqueólogos dirigidos por Alberto Martínez Villa encontraron un nuevo yacimiento cerca de Tazones (Villaviciosa) que unía ambas comarcas.

## Características industriales
Hay una simplificación tipológica en las industrias líticas y óseas, al igual que un aumento del utillaje realizado sobre cantos rodados de gran tamaño. Hay escasez de útiles sobre lasca, predominando el utillaje macrolítico realizado sobre cantos de cuarcita. Hay presencia importante de picos, escotaduras, denticulados y raederas. El útil más característico es el denominado pico asturiense tallado de forma unifacial sobre un canto aplanado, con base cortical globular y extremo en punta roma. Su funcionalidad, dado el carácter cercano a los denominados "concheros" de los grupos asturienses, parece haber sido la recolección de moluscos.
El utillaje óseo, por su parte, se reduce tanto en variedad como en número, aunque son destacables los anzuelos, que son unos huesos doblemente apuntados; algunos autores apuntan a que este hecho puede deberse al uso como materia prima alternativa de madera, que se habría perdido dado su carácter perecedero.
La caza tuvo gran importancia, y la pesca tuvo un papel importante en la dieta, al igual que la explotación de recursos marinos, especialmente el marisqueo.

## Modos de vida
El medio natural es rico en recursos, con fácil acceso a los bosques y alturas medias de las sierras litorales. Los grupos humanos se especializan en la explotación de los recursos marinos como base de su dieta; cazaban ciervos, corzos y jabalíes, y, en menor medida, animales de pradera (bóvidos y équidos). La pesca tuvo también un lugar importante, centrada en peces del litoral rocoso.
El instrumental asturiense se ha interpretado en función de estas actividades. Así, el pico asturiense suele ponerse en relación con la recogida de algunos moluscos (lapas), mientras los anzuelos se relacionan con la pesca. No se ha hallado instrumental específico para la caza, por lo que se supone pudo estar realizado en madera.
La ocupación de los asentamientos era continua a lo largo de todo el año, aunque pudieran existir otras ocupaciones ocasionales. Las actividades económicas de adquisición de recursos móviles y estables se alternaban según la idoneidad de los mismos. En invierno se cazaban ciervos (período de cría), mientras en verano se hacían labores de marisqueo y explotación de recursos litorales, en los que se debió llegar a un cierto grado de agotamiento en estuarios y zonas tranquilas. Sólo se ha localizado un enterramiento intacto (destruido con posterioridad) en el Molino de Gasparín (Bojes, Asturias, 1926). El ajuar incluía picos asturienses, con un rito de enterramiento similar al de la cueva de Los Azules del Aziliense. Los restos humanos descubiertos y estudiados por D.Luis de Hoyos Sáinz ya desde hace un siglo, reflejan individuos de constitución más alargada que las actuales y de ciertas características "africanoides", lo que podría estar relacionado con las culturas levantinas y litorales portuguesas -de concheros también- en contacto con las megalíticas norteafricanas posteriores.

## Arte
El Asturiense carece por completo de restos identiifcados de arte rupestre o mueble, hecho encuadrable en el decaimiento general del arte prehistórico durante el Epipalolítico/Mesolítico. Sin embargo, el caso Asturiense es especialmente singular, debido a que el decaimiento parece a día de hoy total y generalizado. Desaparece incluso la intencionalidad estética de los útiles, centrando el diseño en lo exclusivamente utilitario.